# Coccobotrys chilensis
Coccobotrys chilensis är en svampart som beskrevs av Speg. 1921. Coccobotrys chilensis ingår i släktet Coccobotrys och familjen Agaricaceae.   Inga underarter finns listade i Catalogue of Life.